# Berlin modern
Le Berlin Modern (orthographe propre berlin modern, en phase de planification, également Museum des 20. Jahrhunderts, Museum der Moderne ou Nationalgalerie20 - Musée du  XXe siècle, Musée d'art moderne ou Galerie nationale20) est un bâtiment de musée en construction par les Musées d'État de Berlin au Kulturforum dans le quartier berlinois de Tiergarten, qui devrait être achevé en 2027.
Seront notamment présentées la collection du XXe siècle de la Galerie nationale de Berlin. Berlin modern doit être relié sous terre à la Nouvelle Galerie nationale. Il est considéré comme le nouveau bâtiment de musée le plus cher d'Allemagne.

## Liminaire
- Le maître d'ouvrage est la Fondation du patrimoine culturel prussien (Stiftung Preußischer Kulturbesitz), représentée par l'Oberfinanzdirektion Karlsruhe, le Bundesbau Baden-Württemberg et l'Office national de la construction de Karlsruhe.
- La supervision de la construction est assurée par le ministère fédéral du Logement, de l'Urbanisme et de la Construction.
- L'utilisateur sera la Neue Nationalgalerie.
- La plus haute autorité de l'utilisateur est le Commissaire du gouvernement fédéral à la culture et aux médias[1].

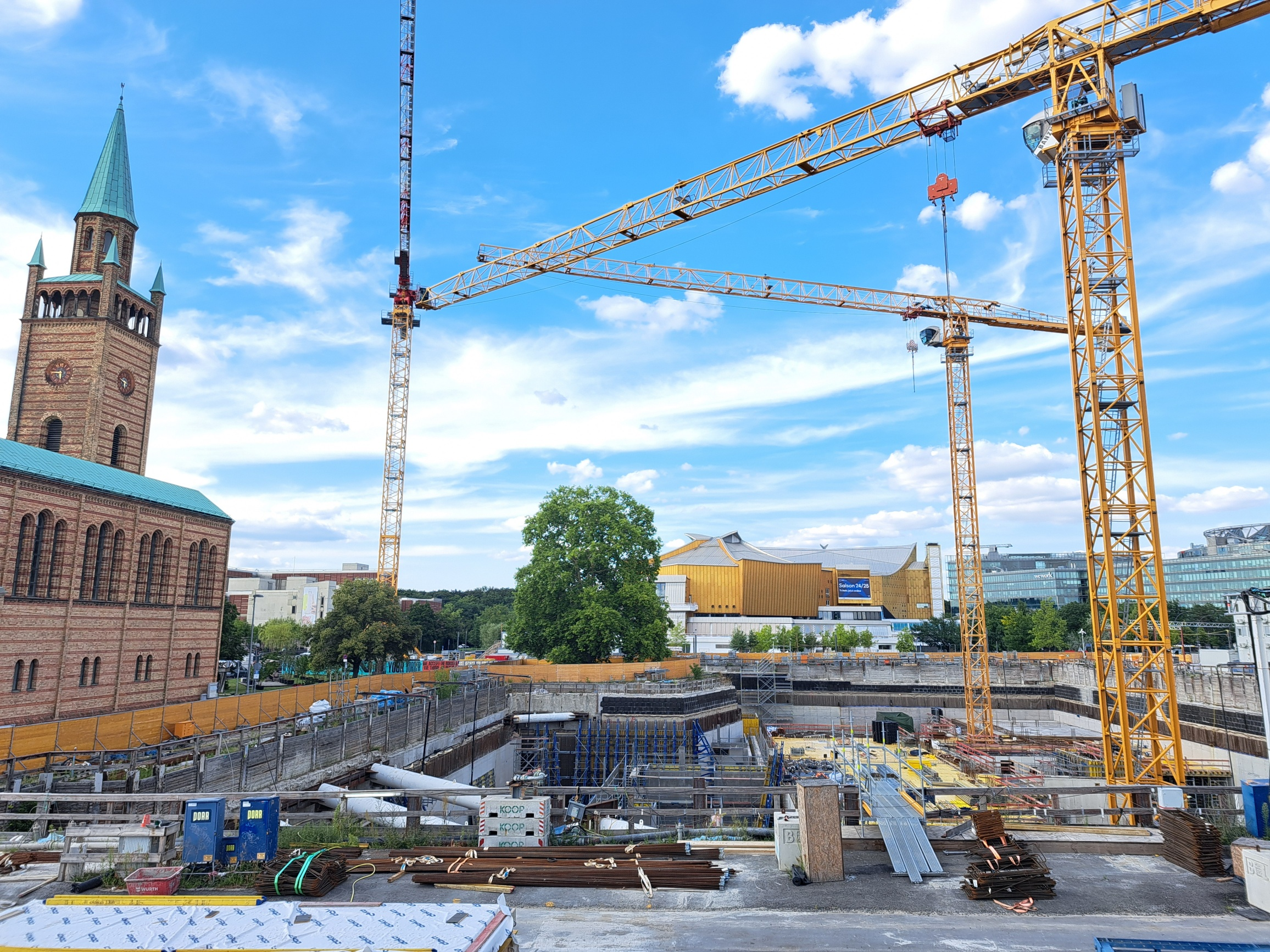
Avancement des travaux du « Berlin Modern » en juillet 2024.

## Bâtiment
La superficie du bien est d'environ 10 200 m2, la surface utilisable sera d'environ 16 000 m2. Sur ce total, environ 9 000 m2 sont destinés à l'exposition.
Si l'aspect intérieur et les espaces de circulation sont largement salués comme particulièrement réussis, les experts sont divisés quant à savoir si le design sera en mesure de rendre justice à la situation de développement urbain extrêmement difficile entre la Nouvelle Galerie Nationale, la Philharmonie et l'église Saint-Matthieu,. Les critiques ont également surnommé le bâtiment « die Scheune » (la grange) en raison de sa simplicité esthétique.